# Mary-Ann Eisel
Pour les articles homonymes, voir Curtis et Beattie.
Mary-Ann Eisel épouse Curtis puis Beattie (née le 25 novembre 1946) est une joueuse de tennis américaine. 
Elle a commencé sa carrière avant les débuts de l'ère Open en 1968, devenant professionnelle dans les années 1970.
Elle s'est essentiellement illustrée dans les épreuves de double. Elle a notamment atteint la finale en double dames aux Internationaux des États-Unis en 1967 (aux côtés de Donna Floyd), s'imposant l'année suivante en double mixte (avec Peter Curtis).